# Mamadou Sarr (athlétisme)
Pour les articles homonymes, voir Mamadou Sarr et Sarr.
Mamadou Sarr, né le 11 août 1938 à Saint-Louis et mort le 18 juin 2022, est un athlète sénégalais.

## Carrière
Mamadou Sarr est médaillé d'or du 400 mètres haies aux Jeux de l'Amitié en 1963 à Dakar.
Il remporte aux Jeux africains de 1965 à Brazzaville la médaille d'or du relais 4 × 400 mètres et la médaille d'argent du 400 mètres haies.
Il participe à deux éditions des Jeux olympiques, en 1964 et en 1968.